# Louis-Philippe Mouchy
Louis-Philippe Mouchy (Parigi, 31 marzo 1734 – Parigi, 10 dicembre 1801) è stato uno scultore francese.

## Biografia

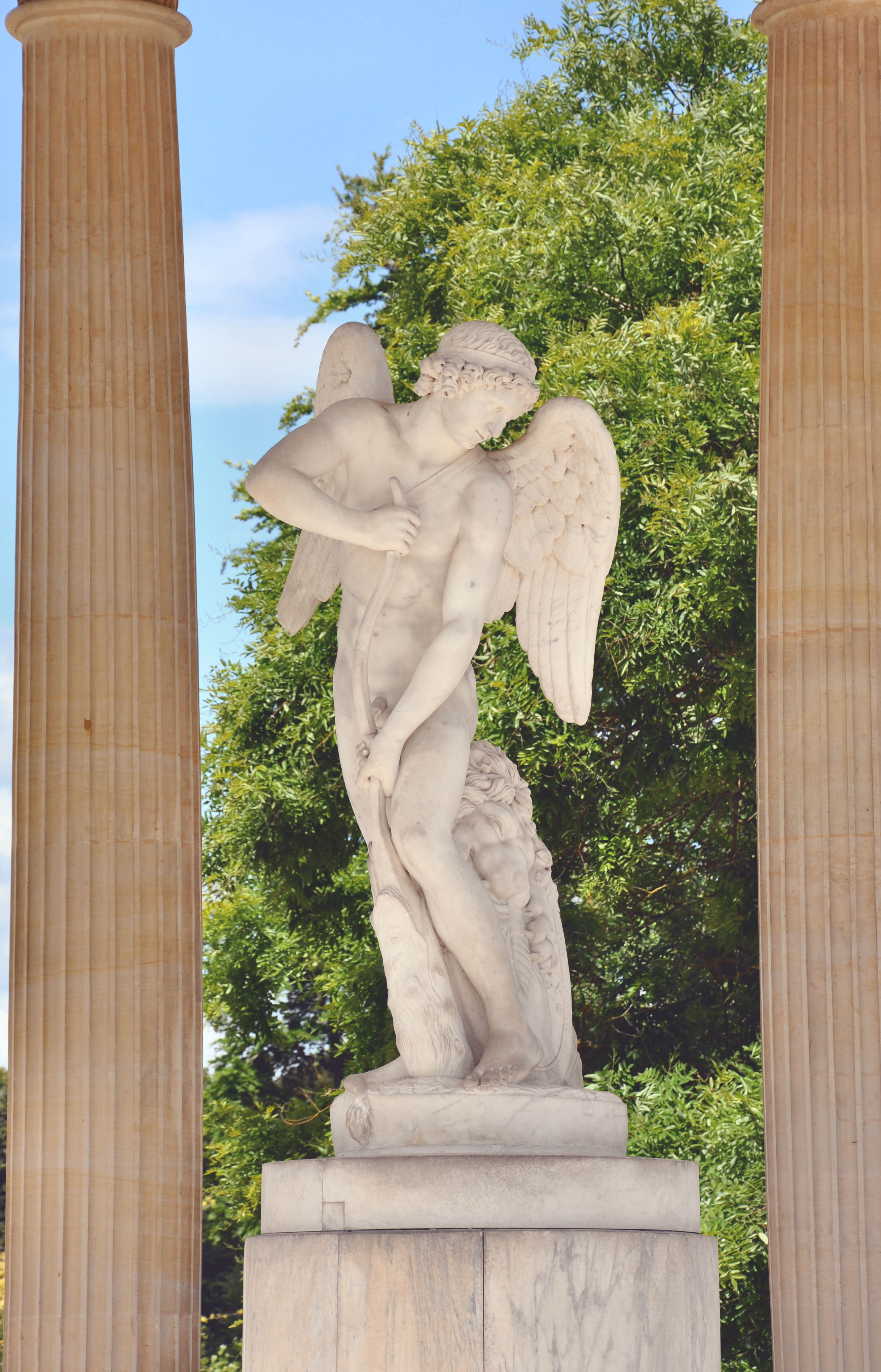
Statua al Tempio dell'Amore, Petit Trianon

Figlio del fornaio Jacques Mouchy e di Madeleine Dupuy, Mouchy entrò nello studio di un maestro di disegno, che poi lasciò per quello dello scultore Pigalle, che fece amicizia con lui e lo accolse in casa sua come un parente.
Giovanissimo si reca in Italia a proprie spese. Al suo ritorno, fu ammesso all'Académie royale nel 1766 e ricevette il diploma il 25 giugno 1768 con un giovane pastore, una figura semi proporzionata come opera d'ammissione. Qualche anno dopo ne realizzò un'altra, quella di Arpocrate, che completò la sua fama e fu collocata a Lussemburgo in un giardino privato. Mouchy eseguì per il re tre statue tratte dalla collezione di grandi uomini; le prime due, Sully e Il duca di Montauzier, furono collocate nella sala delle riunioni pubbliche dell'Institut, mentre la terza, Lussemburgo, nella galleria del Primo Console.
Mouchy espone per la prima volta nel 1769 e da allora espone regolarmente, presentando, nel 1773, il suo Maresciallo di Lussemburgo, destinato all'École militaire; nel 1781, il modello per una statua del Duca di Montausier; nel 1783, un San Germano d'Auxerre e un San Giovanni Battista; nel 1785, il modello per un'altra statua del Maresciallo di Lussemburgo, commissionata dal re; nel 1791, viene realizzata in marmo per il Salon. Nel 1801, Mouchy presentò il suo busto di Sully.
Insegnante all'Ecole Spéciale de Peinture et Sculpture dal 1776, Mouchy sposò Élisabeth-Rosalie Pigalle (1742-1811), figlia di Pierre Pigalle, pittore del re e fratello di Jean-Baptiste; ebbe una figlia, Marie-Élisabeth-Sophie, che sposò il pittore-incisore Philibert-Louis Debucourt.
Morì nelle gallerie del Louvre, al 12 di rue des Orties, il 10 dicembre 1801 all'età di 67 anni.